# 이두초등학교 쌍계분교
이두초등학교 쌍계분교는 대한민국 경상북도 의성군 비안면에 있었던 초등학교 분교이다.

## 연혁
- 일자미상 쌍계국민학교 설립 인가
- 1947년 6월 24일 쌍계국민학교 개교
- 1984년 9월 3일 병설유치원 개원
- 1996년 3월 1일 쌍계초등학교 개편
- 1999년 9월 1일 이두초등학교 분교장 격하 편입
- 2000년 3월 1일 폐교 및 이두초등학교·도리원초등학교 분산 통폐합